# Matvéievka (Krasnoiarsk)
|  | Per a altres significats, vegeu «Matvéievka». |

Matvéievka (en rus: Матвеевка) és un poble del krai de Krasnoiarsk, a Rússia, segons el cens del 2010 tenia 50 habitants. Pertany al districte municipal d'Àban.